# Barsouk
Le Barsouk (en russe : Барсук) est une rivière qui coule en Russie dans les oblasts d'Omsk et de Tioumen. C'est un affluent droit de la rivière Ichim, donc un sous-affluent de l'Ob par l'Ichim, puis par l'Irtych.

## Géographie
Le Barsouk naît dans la partie méridionale de la grande plaine de Sibérie occidentale dans une région lacustre située entre les localités de Malinovka et d'Ozernoïe. Dès sa naissance, il adopte la direction de l'ouest, orientation qu'il maintient jusqu'à la fin de son parcours. Il se jette dans l'Ichim au niveau de la petite ville de Vikoulovo. 
Le bassin versant de la rivière s'étend sur plus ou moins 1 300 km2. Le Barsouk est relativement peu abondant et très irrégulier ; son module se monte à 1,62 m3/s au niveau de la localité de Katochiguy.

## Villes traversées
- Le Barsouk traverse des régions peu peuplées. La rivière baigne la localité de Kalinino.

## Hydrométrie - Les débits mensuels à Katochiguy
Le débit de la rivière a été observé pendant 36 ans (1959-1995) à Katochiguy, petite localité située à 27 kilomètres en amont de son confluent avec l'Ichim. 
Le débit inter annuel moyen ou module observé à Katochiguy durant cette période était de 1,62 m3/s pour une surface de drainage de 1 030 km2, soit plus ou moins 75 % de la totalité du bassin versant de la rivière. La lame d'eau écoulée dans ce bassin se monte ainsi à 49,7 millimètres par an, ce qui est modeste et résulte de la faiblesse des précipitations dans l'ensemble du bassin.
Rivière alimentée essentiellement par la fonte des neiges, le Barsouk est un cours d'eau de régime nival. 
Les hautes eaux se déroulent au printemps, aux mois d'avril et de mai, ce qui correspond au dégel et à la fonte des neiges de son bassin. Au mois de mai, le débit baisse déjà fortement, et cette chute se poursuit en juin-juillet, ce qui constitue le début de la période des basses eaux. Celle-ci a lieu de juillet à mars inclus. 
Le débit moyen mensuel observé en février (minimum d'étiage) est de 0,20 m3/s (200 litres), soit moins de 2 % du débit moyen du mois d'avril, maximum de l'année (10,3 m3/s en moyenne), ce qui souligne l'amplitude extrêmement élevée des variations saisonnières. Sur la durée d'observation de 36 ans, le débit mensuel minimal a été de 0,01 m3/s en août 1991 et août 1992, tandis que le débit mensuel maximal s'élevait à 30,4 m3/s en avril 1978.